# Achias rothschildi
Achias rothschildi es una especie de mosca del género Achias, de la familia Platystomatidae, orden Diptera. Fue descrita por Austen en 1910.
Mide 13,5-16 mm de longitud; las alas miden aproximadamente 16,6 mm. Se distribuye por Oceanía: Papúa Nueva Guinea.